# Strajki w Hajnówce (1924–1939)

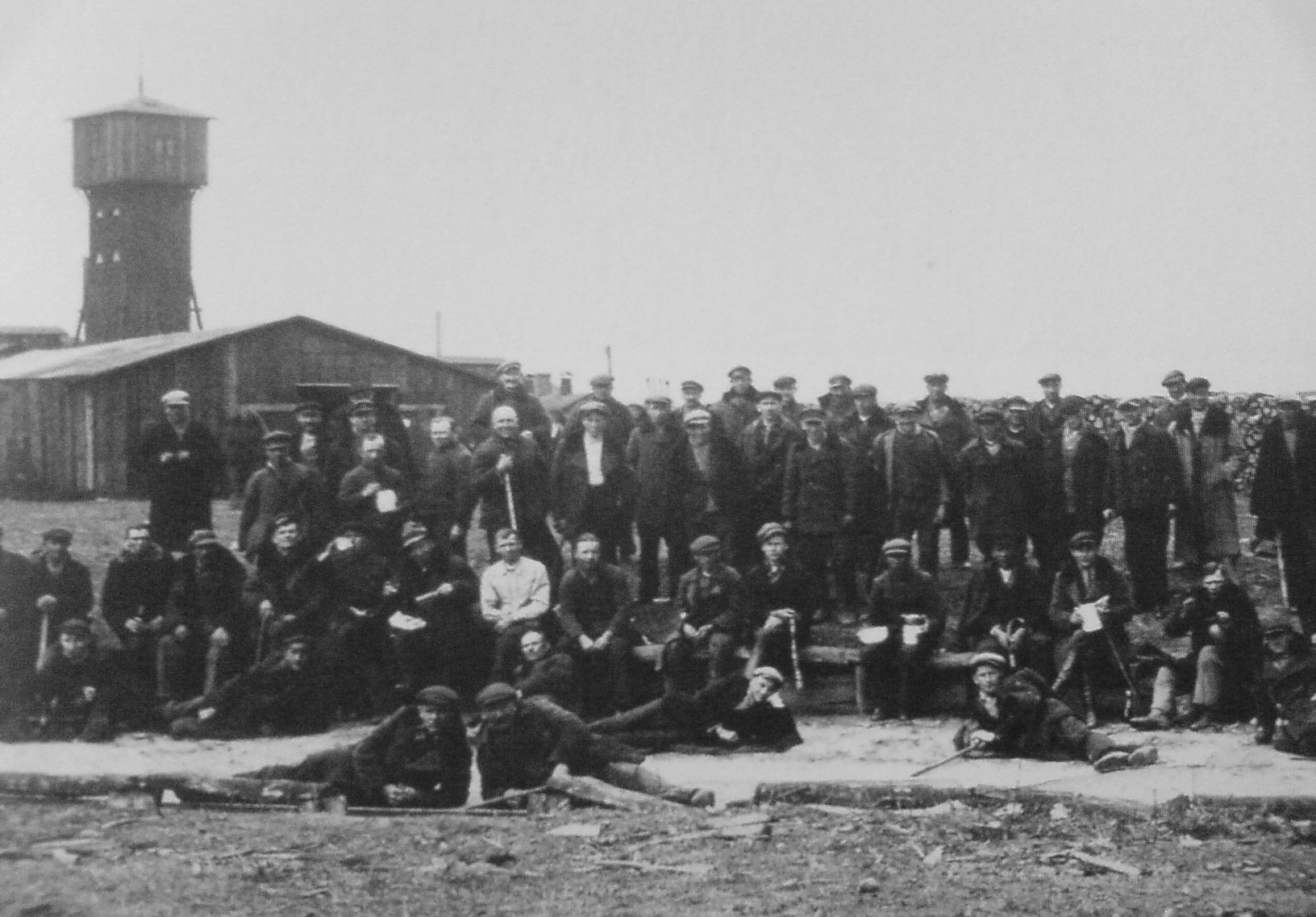
Fabryka Chemiczna, strajk 1937 r.

## Fabryka Chemiczna
Pierwszy strajk w Hajnówce rozpoczął się 2 września 1924 r. na terenie Fabryki Chemicznej. Robotnicy zakładu wystąpili przeciwko wydłużeniu dnia pracy i równoczesnym obniżeniu zarobków. Strajk odbył się przy poparciu i zapowiedzi aktywnego w nim uczestnictwa ze strony większości załogi. Wybrano komitet strajkowy, który opracował i przedłożył żądania. Postulaty zebrano w dziewięciu punktach, wśród których najważniejszymi były: podwyżka płac o 50%, regularność wypłat, nieprzedłużanie dnia pracy, odstąpienie od zamknięcia fabryki i respektowanie klasowego (robotniczego) związku zawodowego. Załoga wybrała dwóch delegatów do pertraktacji z dyrekcją, jednak do rozmów nie doszło, chociaż z Warszawy przybył dyrektor naczelny. Po dziesięciu tygodniach strajku, wobec braku żywności, robotnicy zwrócili się o pomoc do innych zakładów. Pomoc żywnościową zorganizowali robotnicy pobliskiego tartaku, natomiast w kilku zakładach centralnej Polski celem wsparcia zbierano pieniądze.
Różnymi metodami, i dyrekcja, i policja dążyli do zniszczenia solidarności załogi. Policja miała wśród strajkujących swego agenta. Miał on ustalić i wskazać najbardziej aktywnych robotników i doprowadzić do ich aresztowania. Wskazanych wzywano do dyrekcji i starano się ich zastraszyć. W końcu wśród strajkujących rozpuszczono plotkę, że dyrekcja i komitet porozumieli się, więc robotnicy mogą już udać się do domów. Na miejsce wycieńczonych robotników opuszczających zakład, policja wprowadzała łamistrajków, którzy uruchomili największe i najważniejsze działy fabryki. Po dwunastu tygodniach, akcja strajkowa zakończyła się porażką.
Wkrótce potem Fabrykę Chemiczną przejęła firma „Grodzisk”. Warunki pracy się nie zmieniły, lecz pojawiła się nadzieja na ich poprawę. W 1928 r. wybuchł strajk, który nowa dyrekcja zignorowała. Dyrektor nie wyraził chęci do rozmów z komitetem strajkowym i wyjechał do Warszawy. Czwartego dnia strajku załoga przeprowadziła wiec i zagroziła okupacją budynku dyrekcji. Dopiero wtedy zarządzający zakładem poszli na ustępstwa. Po uspokojeniu sytuacji, dyrekcja wytoczyła proces przewodniczącemu Związku Robotników Chemicznych i kilku członkom komitetu strajkowego, jednakże oskarżeni zostali uniewinnieni.

## The Century European Timber Corporation
1 kwietnia 1928 r. na kolejkach leśnych spółki „The Century European Timber Corporation” („Centura”) w Hajnówce rozpoczął się strajk powszechny. W końcu maja strajk solidarnościowy z białowieskimi robotnikami podjęli robotnicy hajnowskiego tartaku i kolejek współpracujących z Centurą. Tym sposobem w Hajnówce strajkowało w tym okresie już ponad 1000 pracowników. Tymczasem Związek zawodowy pracowników leśnych Puszczy Białowieskiej, zapowiedział przyłączenie się do strajku powszechnego, o ile spółka „Centura” nie pójdzie na ustępstwa i nie uwzględni postulatów robotników. Groźba rozszerzenia strajku poskutkowała. 4 czerwca akcja strajkowa zakończyła się uzyskaniem podwyżek płac od 5 do 20%.

## Zakłady Drzewne w Hajnówce
Robotnicy Zakładów Drzewnych po raz pierwszy strajkowali w 1926 r. Domagali się podwyżki płac i poprawy warunków pracy. W tym czasie robotnik mężczyzna zarabiał dziennie 4 zł., natomiast kobieta o połowę mniej. Obawiając się długotrwałego strajku, dyrekcja ustąpiła i Robotnicy uzyskali niewielkie podwyżki. Inflacja i wielki kryzys spotęgowały konflikty społeczno-polityczne. Robotnicy Zakładów Drzewnych po strajku w 1929 r. pod przewodnictwem Wincentego Kołodzieja uzyskali 50% podwyżki. Już w grudniu 1931 r. dyrekcja obniżyła im płace o 20% na co załoga odpowiedziała kolejnym strajkiem. Związki Zawodowe Robotników Przemysłu Drzewnego zażądały przywrócenia stawek płacowych z 1930 r. W odpowiedzi aresztowano 14 działaczy związku i zwolniono 84 pracowników. Reakcją załogi był pochód do siedziby dyrekcji Lasów Państwowych w Białowieży. Interweniowała policja. Podpisanej umowy uwzględniającej żądania robotników, dyrekcja nie przestrzegała. Robotnicy postanowili strajkować kolejny raz 26 kwietnia 1932 r. Strajk połączony był z pikietą tartaku. Kiedy pikietujących aresztowano w odpowiedzi odbyła się demonstracja pod posterunkiem policji. Doszło do starć z policją i jeden z protestujących robotników został zastrzelony. Po tym wydarzeniu aresztowanych uwolniono z posterunku. Tego samego dnia (27 kwietnia 1932 r.), odbyło się zebranie robotników w którym uczestniczył między innymi poseł Stanisław Dubois. W maju 1933 r. zostało zwolnionych z tartaku hajnowskiego 14 robotników za zbojkotowanie obchodów święta 3 Maja.

## Terebenthen
W maju i w czerwcu 1933 roku akcję strajkową prowadziło 54 pracowników Fabryki Terpentyny Terebenthen braci Porowskich – bez sukcesu.
W 1937 r. na znak protestu przeciw zwolnieniu 9 robotników zastrajkowała cała załoga. Domagano się regulacji płac i przywrócenia do pracy zwolnionych. Żądania zostały spełnione.

## Zarząd Kolejek Leśnych
W 1938 roku PPS oraz Związek Zawodowy Robotników Przemysłu Drzewnego zorganizowali strajk okupacyjny w budynku Zarządu Kolejek Leśnych. Domagano się 30% podwyżki i deputatu opałowego. Strajk, w którym udział brali też maszyniści domagający się unormowania czasu pracy, trwał 5 tygodni. Czas pracy unormowano, robotnicy uzyskali od 13 do 30% podwyżki, a ponadto, dla uspokojenia nastrojów zwolniono dyrektora zakładu. Kolejny strajk w ZKL wybuchł w styczniu 1939 roku.
Strajki prowadzone na terenie Hajnówki i Puszczy Białowieskiej w latach 1931–1939 były jednymi z największych w okresie dwudziestolecia międzywojennego. Okres wystąpień robotniczych zakończył się wraz z wybuchem II wojny światowej.